# Хілала
Хілала — газоконденсатне родовище на сході Ефіопії в провінції Огаден, відносно поруч з сомалійським кордоном та за 80 км на схід від родовища Калуб. Належить до нафтогазоносного басейну Огаден.

## Характеристика
Хілала відкрила у 1974 році компанія Tenneco. Невдовзі владу в країні захопив марксистський режим, внаслідок чого подальшу розвідку здійснювала у 1986—1991 роках радянська компанія Soviet Petroleum Exploration Expedition, яка спорудила на Хілала ще три свердловини. Газоконденсатні поклади пов'язані з нижньою юрою (пісковики формації Адіграт), тоді як материнські породи належать до межі пермі та тріасу (сланцева формація Bokh). Крім того, у юрських карбонатах формації Hamanlei виявлено нафтовий резервуар.
У 2007 році права на родовище (разом зі згаданим вище Калуб та кількома оточуючими розвідувальними блоками) отримала малайзійська компанія Petronas. Проте до кінця десятиліття вона не знайшла тут запасів, достатніх для спорудження експортного заводу із виробництва зрідженого природного газу, та вийшла з проєкту.
Наступним оператором робіт в 2011 році стала китайська компанія PetroTrans. В кінці 2015-го вона розпочала дорозвідку Хілала, для чого заклала свердловину Hilala-5. Роботи тривали кілька років (так, на початку 2017-го почали буріння чергової свердловини Hilala-7), а наприкінці 2017-го китайські інвестори оголосили про наміри спорудити газопровід завдовжки 700 км до Джибуті, де розташується завод з виробництва ЗПГ.
Запаси Хілала оцінюються у 37 млрд м³ газу.